# Marcus Berg (1714-1761)
Marcus Berg, född 1714, död 1761, var en svensk sjökapten och memoarskrivare.
Han tillfångatogs av pirater och tillbringade två år som slav hos sultanen av Marocko innan han köptes fri och kunde återvända till Sverige. Hans skildring av åren av slaveri har blivit utgiven. Att tillfångatas av barbareskpirater och säljas som slav i Nordafrika var vid denna tid normalt, och många kunde friköpas av sina nationer.